# 細江茂光
細江 茂光（ほそえ しげみつ、1948年（昭和23年）4月18日 - 2020年（令和2年）4月16日）は、日本の政治家。元岐阜市長（5期）。

## 来歴
岐阜県岐阜市伊奈波通出身。岐阜市立金華小学校（現岐阜市立岐阜小学校）、岐阜市立伊奈波中学校、岐阜県立岐阜高等学校卒業。1971年（昭和46年）3月、京都大学法学部卒業。同年4月、三井物産に就職。
2002年（平成14年）1月11日、市職員の公職選挙法違反事件により、岐阜市長の浅野勇が辞職。これに伴って2月24日に行われた市長選挙に民主党の推薦を受けて立候補。5人の候補者を破り初当選した。投票率は49.55％。
2006年（平成18年）、再選。投票率は30.28%。
2008年（平成20年）12月11日、市議会本会議で岐阜市立岐阜商業高等学校の学校法人立命館への移管政策が反対多数となったことを受け、同日、12月31日付の辞職願を提出。2009年（平成21年）1月18日、出直し市長選が告示されるも細江以外の立候補の届け出がなく、無投票で3回目の当選が決まった。岐阜市長選の無投票は42年ぶり。任期は2期目の残りの期間限りで、満了日は2010年（平成22年）2月23日。
2010年（平成22年）に4選。投票率は39.54％。
2014年（平成26年）の市長選は前衆議院議員の柴橋正直、前市議の浅野裕司ら2候補を小差で破り、5選を果たした（細江：51,713票、柴橋：50,206票、浅野：25,861票）。投票率は38.93％。
2017年（平成29年）9月、翌年2月の任期満了での引退を表明。
2019年（令和元年）春の叙勲で旭日中綬章を受章。
2020年（令和2年）、妻と出掛けた先で倒れ、美濃市内の病院に運ばれたが、4月16日15時52分、心筋梗塞のため死去。71歳没。死没日をもって従四位に叙される。

## 主な業績
- 平成の大合併では、当初の岐阜市広域合併協議では、羽島市、羽島郡笠松町、岐南町、柳津町、本巣郡北方町が参加し（武儀郡武芸川町も参加予定であった）、50万の中核都市を目指したが、岐阜市椿洞での産廃不法投棄問題に端を発した市行政の怠慢、合併後の市議会議席の調整などに失敗。次々と離脱し、柳津町のみとの合併となった[12]。
- 名古屋鉄道岐阜市内線、揖斐線、美濃町線、田神線の廃止問題では、路線存続には費用問題が発生することから断念している。ただし、岐阜市内線全廃時点で、細江の資金管理団体「日本一元気な県都岐阜市を創る会」代表者は岐阜バスの前社長（この時点では相談役）であり、また岐阜バスには補助金を出していることから、議会でも同社との関係が存続断念に影響したのではないかと追及されている。結果として、岐阜バスのバス路線を軸とした市内交通網の見直しを行い、岐阜市コミュニティバスの試験運行を開始した。もともと岐阜市は軌道線の存続に対しては非常に消極的であった。しかしながら路面電車の存続には消極的であったにもかかわらずライトレールを誘致した富山市の取組みに対しては「参考になるものも多い」という評価をしている。
- 岐阜市椿洞の産廃不法投棄問題に対して、2008年（平成20年）3月に産廃撤去の行政代執行を宣言している。費用は約100億円という。
- 岐阜駅周辺の再開発に積極的である。
- 岐阜市立岐阜商業高校の学校法人立命館への移管を「100年に一度のチャンス」と位置付けて推進したが、市議会は反対多数となり2008年12月に一旦辞職する事となる。

## その他
- 当初は自民党の若手市議からの立候補要請により自民党からの立候補の予定であったが、自民党は平野恭弘（前県議会議員 医療法人社団誠広会会長）を推薦する。そのため民主党の推薦を受けて立候補している。一説によれば、京都大学の先輩である梶原拓岐阜県知事が細江を推薦したという[要出典]。
- 2005年8月24日に、第44回衆議院議員総選挙に立候補予定の佐藤ゆかりが市長のもとに立候補の挨拶に訪れた際、握手を拒否した。この模様が全国放送されたため、苦情が殺到した[13][14]。
- 2013年8月、細江の後援会「新しい岐阜を創る会」が、国会議員ら51人に細江の著書出版記念パーティーの招待券（金額1万円の入場券）を郵送で送り、市選挙管理委員会から「公職選挙法違反の恐れがある」と指摘された[15]。